# Lars Johnsson
Lars Erik Johnsson, född 22 juni 1964 i Hästveda församling i Kristianstads län, är en svensk politiker (moderat). Han är riksdagsledamot sedan 2022 för Skåne läns norra och östra valkrets.
Johnsson tillträdde i februari 2018 som kommunalråd och kommunstyrelsens ordförande i Hässleholms kommun. Han satt på posten till oktober 2022.
Johnsson kandiderade i riksdagsvalet 2022 och blev ersättare. Han var statsrådsersättare för Maria Malmer Stenergard från 18 oktober 2022. Efter att Hans Wallmark lämnat riksdagen blev Johnsson 20 augusti 2024 ordinarie ledamot. I riksdagen är Johnsson ledamot i konstitutionsutskottet sedan 2022 samt suppleant i trafikutskottet och Nordiska rådets svenska delegation.